# VTOL
En flyvemaskine med VTOL-egenskaber kan starte og lande lodret. VTOL står for Vertical Take-Off and Landing. Selv om en helikopter også har disse egenskaber, benyttes VTOL kun om traditionelle flyvemaskiner med disse egenskaber. 
VTOL-egenskaben kan opnås på forskellig måde:
- På V-22 Osprey sidder 2 turbopropmotorer yderst på de korte og brede vinger. Ved start vender motoren lodret, så propellen fungerer som rotoren på en helikopter. Efter start drejes motorer og propel gradvist frem til vandret i takt med at fartvinden får vingerne til at bære.
- På AV-8 Harrier er jetmotorerne placeret i flykroppen som på traditionelle jagere, men i stedet for en stor udstødning bag på flyet, føres lufttrykket gennem nogle kanaler til fire drejelige dyser under flyet. Ved at dreje disse dyser kan jetkraften få flyet til at stige, dale, stå stille i luften, dreje og selvfølgelig flyve fremad (og baglæns). Dette princip med drejelig udstødning benyttes også på enkelte traditionelle jagerfly: Ved at dreje udstødningen bagpå lidt, hjælper den ændrede trykretning styrefladerne til en hurtigere ændring af flyveretningen. Dette princip kaldes vectored thrust.

- USMC AV-8B Harrier II jump-jet fra 1980'erne og fremefter.
- USMC AV-8A Harrier I jump-jet fra 1960'erne.
- En V-22 Osprey med tiltede rotorer.